# Wuhan Changchun Guan

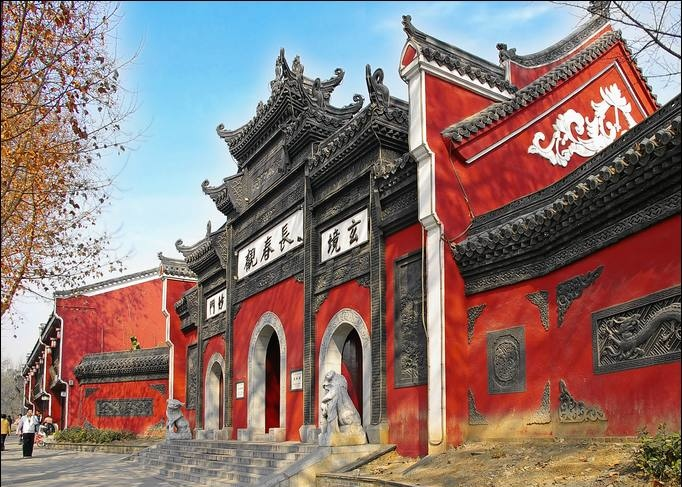
Tempel des Ewigen Frühlings

Der Wuhan Changchun Guan (chinesisch 武汉长春观, Pinyin Wǔhàn Chángchūn Guān, englisch Eternal Spring Temple – „Tempel des Ewigen Frühlings“) ist ein daoistischer Tempel an der Wuluo-Straße im Stadtbezirk Wuchang der Unterprovinzstadt Wuhan in der chinesischen Provinz Hubei. Es wird dem Qiu Chuji geopfert, daher der Name Changchun (长春 "Ewiger Frühling").
Der Tempel steht auf der Liste der 21 wichtigsten daoistischen Tempel des chinesischen Staatsrates.